# Williamsburg (Kentucky)
Williamsburg é uma cidade localizada no estado americano de Kentucky, no Condado de Whitley.

## Demografia
Segundo o censo americano de 2000, a sua população era de 5143 habitantes.
Em 2006, foi estimada uma população de 5163, um aumento de 20 (0.4%).

## Geografia
De acordo com o United States Census Bureau tem uma área de
12,4 km², dos quais 12,1 km² cobertos por terra e 0,3 km² cobertos por água. Williamsburg localiza-se a aproximadamente 306 m acima do nível do mar.

## Localidades na vizinhança
O diagrama seguinte representa as localidades num raio de 28 km ao redor de Williamsburg.